# 黄芒柄花
黄芒柄花（学名：Ononis natrix）为豆科芒柄花属下的一个种。

## 扩展阅读
維基物種上的相關：黄芒柄花